# Devin Booker
Devin Armani Booker (født 30. oktober 1996) er en amerikansk professionel basketballspiller, som spiller for NBA-holdet Phoenix Suns. Han har været på All-Star holdet tre gange i sin karriere.

## Baggrund
Devin Booker er søn af den tidligere professionelle basketballspiller Melvin Booker.

## Klubkarriere

### Phoenix Suns
Booker blev draftet af Phoenix Suns med det 13. valg i 2015 draften. Han havde en god debutsæson i ligaen, hvor han sluttede på fjerdepladsen i Rookie of the Year-prisen. Han tog et stort skridt i sin anden sæson, da han gik fra 13,8 point per kamp til 22,1 point per kamp. Den 24. marts 2017, i en kamp imod Boston Celtics, scorede Booker 70 point. Det var på tidspunktet kun den 11. gang i ligaens historie, at en spiller havde scoret 70+ i en kamp, og Booker blev den yngste spiller nogensinde til at score dette antal.
I marts 2019 scorede Booker først 59 point i en kamp imod Utah Jazz, og i den næste kamp imod Washington Wizards scorede han 50 point. Han blev her den yngste spiller nogensinde til at score 50+ point to kampe i streg. I 2019-20 sæsonen blev Booker for første gang valgt til All-Star holdet som erstatning for Damian Lillard, som var skadet.
2020-21 sæsonen blev den første sæson i Bookers karriere, hvor at han nåede til slutspillet. Han imponerede stort her og spillede en central rolle i, at Suns nåede hele vejen til finalen. Trods historiske tal fra Booker tabte Suns dog her til Milwaukee Bucks.
Suns fortsatte det gode spil ind i 2021-22 sæsonen, hvor de vandt 64 ud af deres 82 kampe i grundspillet, hvilke var det bedste i klubbens historie. Booker blev i sæsonen kåret som First Team All-NBA, som er de fem bedste spillere i sæsonen. Trods denne historiske sæson skuffede Suns i slutspillet, hvor de tabte til Dallas Mavericks.

## Landsholdskarriere
Booker var med på det amerikanske landshold til OL 2020 i Tokyo (afholdt i 2021). Her bestod indledende runde for første gang af fire puljer à fire hold, og USA, som havde vundet de seneste tre OL-guldmedaljer, var knap så store favoritter, som de tidligere havde været. Holdet indledte med at tabe til Frankrig, men vandt de to øvrige kampe og var dermed klar til knockoutfasen. Holdet virkede til at blive stærkere, som turneringen skred frem, og det vandt kvartfinalen over Spanien, derpå semifinalen over Australien, inden de i finalen igen stod over for Frankrig. Kampen blev ret tæt, men i anden halvleg var det med USA i spidsen hele tiden, og holdet genvandt guldet med en sejr på 87-82, mens Frankrig fik sølv og Australien bronze efter sejr i kampen om tredjepladsen.